# Tržaška udarna brigada Garibaldi
Tržaška udarna brigada Garibaldi, največja italijanska partizanska enota 9. korpusa Narodnoosvobodilne vojske in partizanskih odredov Slovenije.
Ob ustanovitvi se je brigada imenovala 14. Tržaška garibaldinska brigada, od 12. oktobra 1944 pa 20. Tržaška udarna brigada Garibaldi (ital. Brigata Garibaldi d'Assalto Trieste). 

## Zgodovina brigade
Brigado so ustanovili 5. aprila 1944 na Lokovcu po sporazumu med poveljstvom italijanskih garibaldinskih brigad in 9. korpusa iz Tržaškega udarnega bataljona (ital. Battaglione d'Assalto Trieste) kot 14. garibaldinsko brigado italijanskega odporniškega gibanja. Brigada je imela ob ustanovitvi 2 bataljona (Armando Miniussi in Stanco Faragona) z 268 borci, komandni vod, ki je prerasel v četo,  četo z mobilizacijskimi in obveščevalnimi nalogami na Krasu
ter nekaj kurirskih postaj. Ker bi moralo komandanta brigade imenovati poveljstvo garibaldinskih brigad, jo je nekaj časa vodil namestnik komandanta Riccardo Giacuzzo; ta je bil nato najdlje njen komandant. Pri brigadi je deloval paritetni štab za zvezo z garibaldinskimi poveljstvom in štabom 9. korpusa. Ko so maja 1944, po istem sporazumu kot Tržaško brigado, v Istri ustanovili samostojni Bataljon Alma Vivoda, so ga podredili brigadi, a se vanjo dejansko nikoli ni vključil. V brigado je prihajalo vse več Italijanov iz Julijske krajine, ubežnikov iz koloboracionističnih enot in ujetnikov, konec julija 1944 jih je bilo že 943; v njej so ustanovili še 3. in 4. bataljon in sredi avgusta je imela 2.252 borcev. Zaradi preskrbovalnih, političnih in drugih razlogov so brigado razbremenili; del borcev, predvsem nekdanje ujetnike, so poslali v Furlanijo; tam je ostal tudi Bataljon Miniussi, ki jih je tja spremljal. Četrti bataljon so vključili v Gradnikovo brigado; po prenosu ranjencev na Notranjsko je imel bataljon avgusta hude izgube zato so ga priključili v Levstikovo brigado, decembra pa je postal jedro nove Štiriindvajsete italijanske brigade Fratelli Fontanot. 
Zaradi operativnih razlogov so brigado kmalu po ustanovitvi vključili v 30. divizijo, v njej se je udeleževala vseh akcij. Zaradi nezadostne izurjenosti borcev so za napadalne akcije dodajali po 1 bataljon bolj izkušenim brigadam, med drugim 1. bataljon ob napadu na postojanke v Dornberku in okolici ter na motorizirano kolono pri Cesti, 2. bataljon pa ob napadu na Razdrto. Prva čisto samostojna ofenzivna akcija brigade je bil napad na nemško postojanko v Vipavi. Po akcijah se je brigada vračala v Trnovski gozd; tu je imela tudi obrambne boje v vseh sovražnikovih ofenzivah. Brigada ni nikoli odšla na desni breg Soče.
Brigado so jeseni 1944, takrat je imela več kot 300 borcev, popolnoma podredili štabu 9. korpusa in jo 12. oktobra vključili v 30. divizijo kot 20. brigado NOV in POS, njen oddelek na Krasu pa v 2. brigado VDV. Marca 1945 so brigado premestili na Cerkljansko in jo za nekaj časa vklučili v  Italijansko udarno garibaldinsko divizijo Natisone. V sklepnih bojih za osvoboditev je sodelovala pri očiščevalnih akcijah v Trnovskem gozdu in na Banjščicah, ob napadu 30. divizije na postojanki na Opčinah in  v Trstu pa je morala biti iz političnih razlogov v rezervi in je le manjši oddelek sodeloval v napadu na Tržič. Brigado so 6. maja 1945 skupaj z 30. divizijo namestili v tržaškem predmestju pri Sv. Ivanu ter jo preimenovali v
2. brigado 1. divizije KNOJ. Brigada je izdajala svoje glasilo La Voce del Bosco.